# George Street
George Street est une rue de la New Town d'Édimbourg en Écosse. Elle rejoint Princes Street au sud et Queen Street au nord. Elle a été planifiée par l'architecte James Craig qui a construit la New Town d'Édimbourg. Elle relie St Andrew Square à Charlotte Square et tient son nom du roi George III.

## Description
Plusieurs statues importantes bordent la rue, commémorant Thomas Chalmers (1780-1847), William Pitt (1759-1806), le roi George IV (1762-1830) et James Clerk Maxwell (1831-1879). Les bâtiments remarquables de George Street comprennent les églises St Andrew et St George, les Assembly Rooms, The Dome et le siège des bureaux de l'Église d'Écosse.
La rue était initialement une zone résidentielle mais serait devenue depuis, selon un article de l'Edinburgh Evening News paru en 2013, le plus prestigieux quartier commercial de la ville.

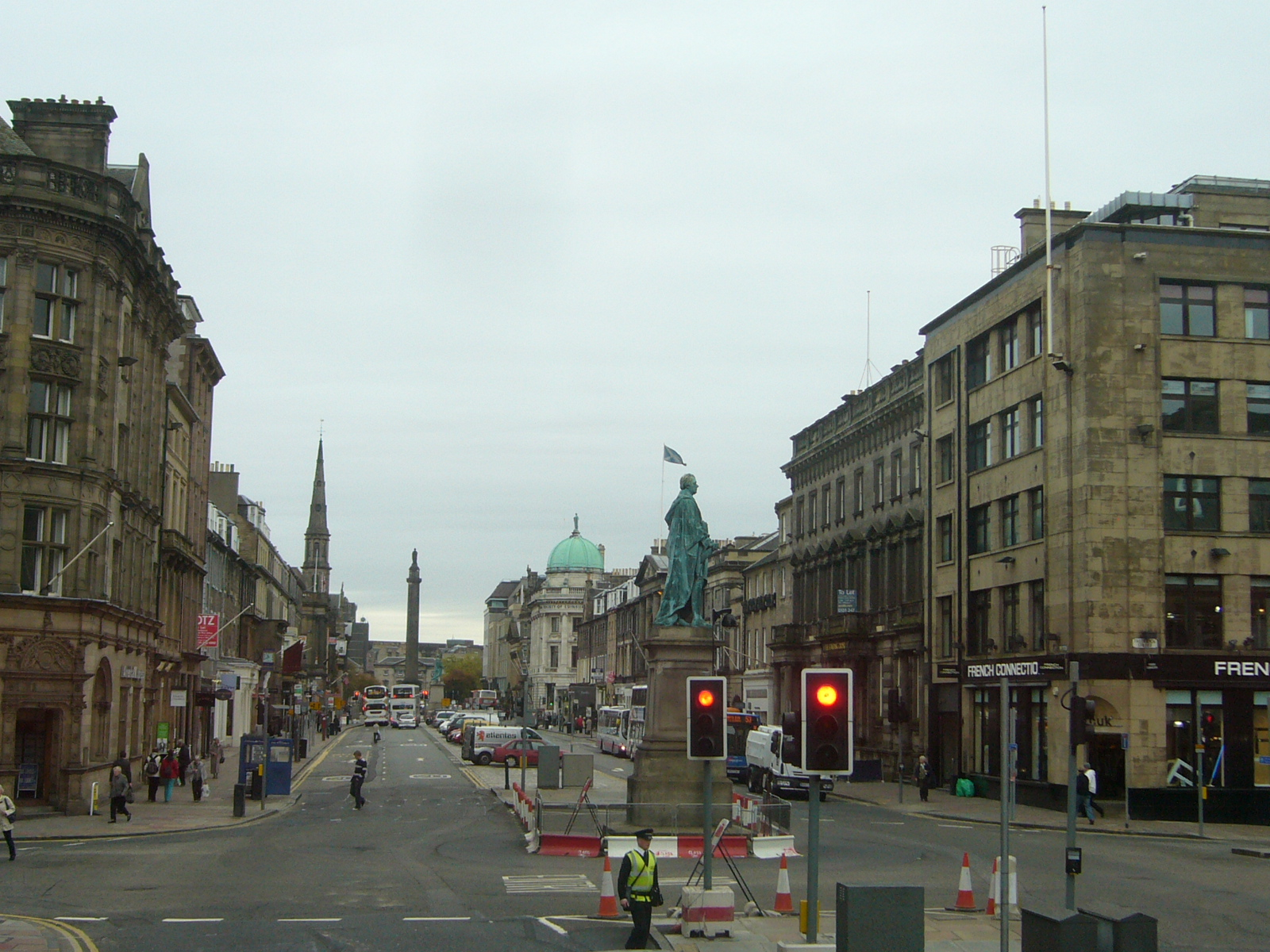
Vue de l'est, vers St Andrew Square
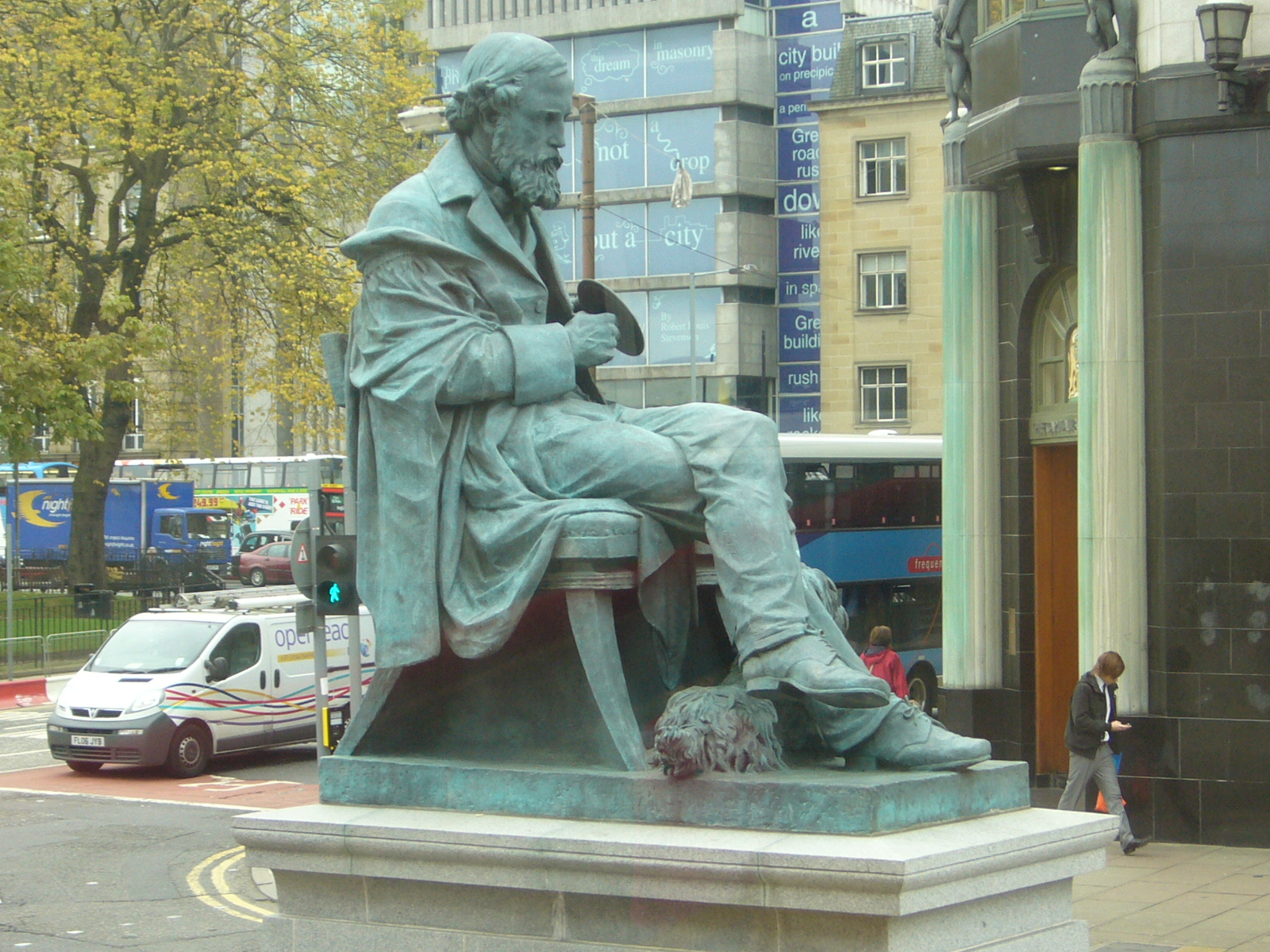
Statue de James Clerk Maxwell
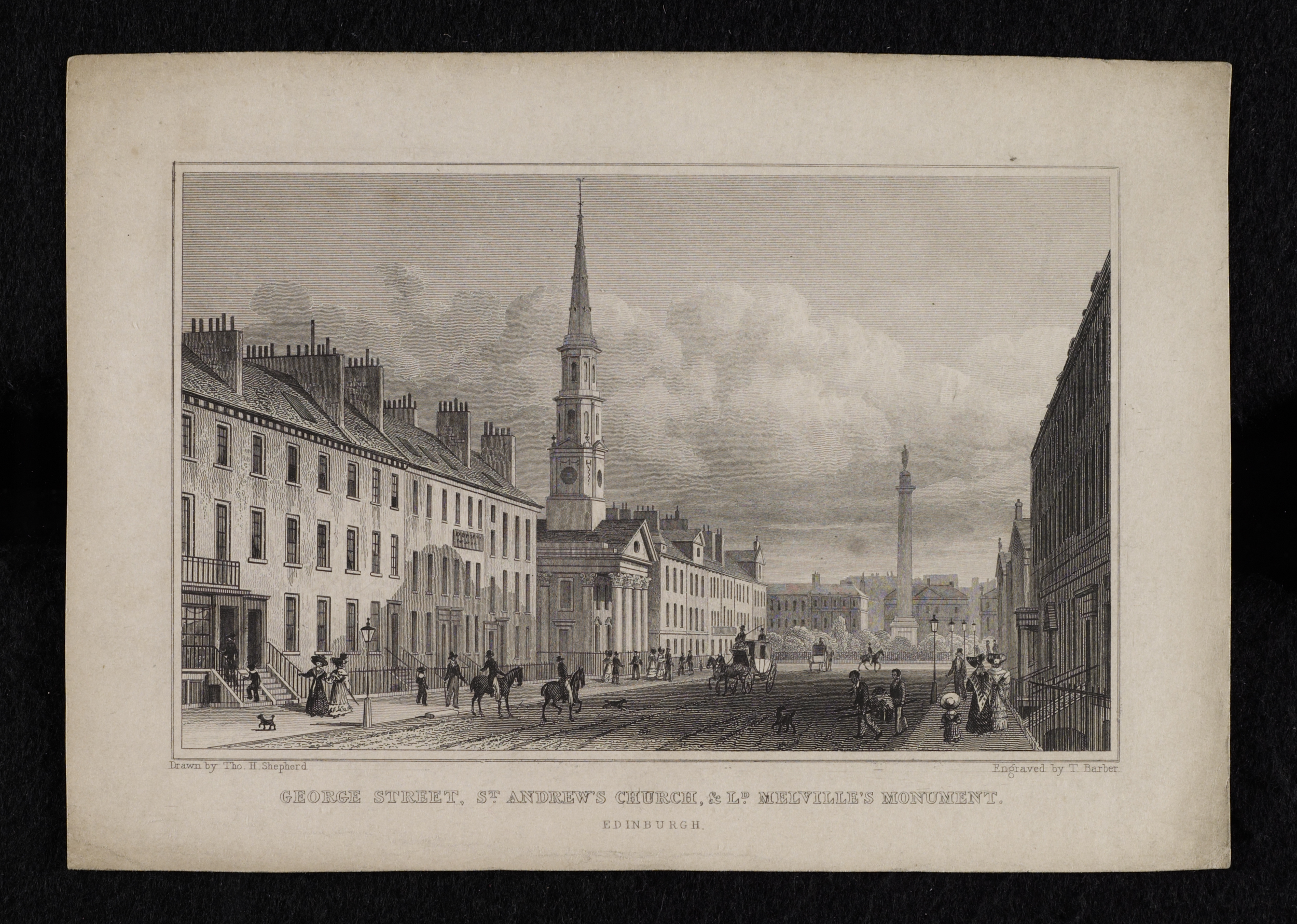
Ancienne vue de George Street